# Севастопольский морской рыбный порт
Севастопольский морской рыбный порт — универсальный незамерзающий морской порт Севастополя, расположенный на побережье Чёрного моря в Камышовой бухте.

## История
Севастопольский морской рыбный порт был организован распоряжением Совета Министров Украинской ССР № 108-р от 29 января 1964 года. С октября 1992 года порт открыт для международного грузового сообщения. 1 декабря 1993 года порт был реорганизован в государственное предприятие «Севастопольский морской рыбный порт».
Предприятие осуществляло комплекс работ, связанных с морской перевозкой и хранением рыбопродукции, нефтепродуктов, генеральных грузов, металла и т. д., а также оказывает услуги по приёму и судов. Порт имел 9 грузовых причалов общей длиной 1277 м. За 11 месяцев 2010 года порт обработал 2446 тысяч тонн грузов.
После аннексии Крыма Российской Федерацией Законодательное собрание Севастополя 27 марта 2014 года приняло постановление о создании на базе инфраструктуры торгового и рыбного портов единого порта «Севастополь». Постановлением российского правительства города от 2 июня 2014 года на базе обслуживавших портовую инфраструктуру города предприятий было создано государственное унитарное предприятие города Севастополя «Севастопольский морской порт».